# Lara Croft: Tomb Raider 2. – Az élet bölcsője
Lara Croft: Tomb Raider 2 – Az élet bölcsője (Lara Croft Tomb Raider 2: The Cradle of Life) 2003-ban bemutatott amerikai akció-kalandfilm, melyet Jan de Bont rendezett. A főbb szerepekben Angelina Jolie, Gerard Butler, Ciarán Hinds, Chris Barrie, Noah Taylor, Til Schweiger, Djimon Hounsou és Simon Yam látható. A film a 2001-ben bemutatott Lara Croft: Tomb Raider című film folytatása, mely szintén a Tomb Raider videójátékok alapján készült.
Az első filmhez hasonlóan a második rész is többnyire negatív kritikákat kapott, de a kritikusok megjegyezték, hogy jelentősen javult az előző részhez képest, különösen az akciójelenetek. Jolie filmbeli teljesítményét ismét méltatták. A filmkritikusok véleményét összegző Rotten Tomatoes 24%-ra értékelte, 166 vélemény alapján, és a Metacriticen 43%-ra értékelte 34 kritikus.

## Szereplők
| Színész        | Szerep         | Magyar hang           |
| -------------- | -------------- | --------------------- |
| Angelina Jolie | Lara Croft     | Orosz Helga           |
| Gerard Butler  | Terry Sheridan | Széles Tamás          |
| Ciarán Hinds   | Jonathan Reiss | Reviczky Gábor        |
| Chris Barrie   | Hillary        | Bede-Fazekas Szabolcs |
| Noah Taylor    | Bryce          | Minárovits Péter      |
| Djimon Hounsou | Kosa           | Bognár Tamás          |
| Til Schweiger  | Sean           |                       |
| Simon Yam      | Chen Lo        | Epres Attila          |
| Terence Yin    | Xien           | Welker Gábor          |

## Érdekességek
- Lara Croft főellensége Jonathan Reiss Nobel-díjas tudós, aki gonosszá vált. A filmkészítők utalnak ezzel olyan személyekre, akik tudományos tevékenységükért rangos elismerésben részesültek (így Nobel-díjban), de később hírnevüket tönkretette politikai vagy egyéb tevékenységük. Legelső ilyen példa Lénárd Fülöp magyar származású tudós esete, aki a második világháború idején a hitlerizmus fő ideológusa lett és erőteljesen dolgozott más tudósok, mint Albert Einstein lejáratásán.[forrás?]